# The Moneylender's Mistake
The Moneylender's Mistake è un cortometraggio muto del 1910 diretto da Lewin Fitzhamon.

## Trama
Un usuraio rapisce una ragazza: l'innamorato di lei si mette all'inseguimento dell'automobile pedalando una bici.

## Produzione
Il film fu prodotto dalla Hepworth.

## Distribuzione
Distribuito dalla Hepworth, il film - un cortometraggio di 122 metri - uscì nelle sale cinematografiche britanniche nel novembre 1910.
Si conoscono pochi dati del film che, prodotto dalla Hepworth, fu distrutto nel 1924 dallo stesso produttore, Cecil M. Hepworth. Fallito, in gravissime difficoltà finanziarie, il produttore pensò in questo modo di poter almeno recuperare il nitrato d'argento della pellicola.